# 迪桑特
迪桑特（Descente Ltd. ，株式会社デサント）是一家日本運動服和服裝配飾公司，成立于1935年，当时石本他家男在大阪开办了石本商店。它于1954年开始开发滑雪服，并于1961年注册了 Descente 商标。Demopants滑雪裤于1974 年推出，随后于1979 年推出“Magic Suit”。1998年推出了一种名为“Mobile Thermo”的夹克。 迪桑特共有16个品牌，其中就包括迪桑特（Descente）、Shiseist、Arena（主要在日本和东亚）、Marmot和Srixon。